# Titus Flavius Italicus
Titus Flavius Italicus war ein im 2. Jahrhundert n. Chr. lebender Angehöriger des römischen Ritterstandes (Eques).
Durch eine Weihinschrift, die beim Kastell Arrabona gefunden wurde und die auf 130/132 datiert wird, ist belegt, dass Italicus Präfekt der Ala I Ulpia Contariorum milliaria civium Romanorum war, die in der Provinz Pannonia superior stationiert war.
Laut Margaret M. Roxan ist Italicus nicht mit Flavius Italicus, einem Statthalter der Provinz Dacia Porolissensis von 130/131 bis mindestens 135, identisch.